# Nationella historiska platser i Kanada

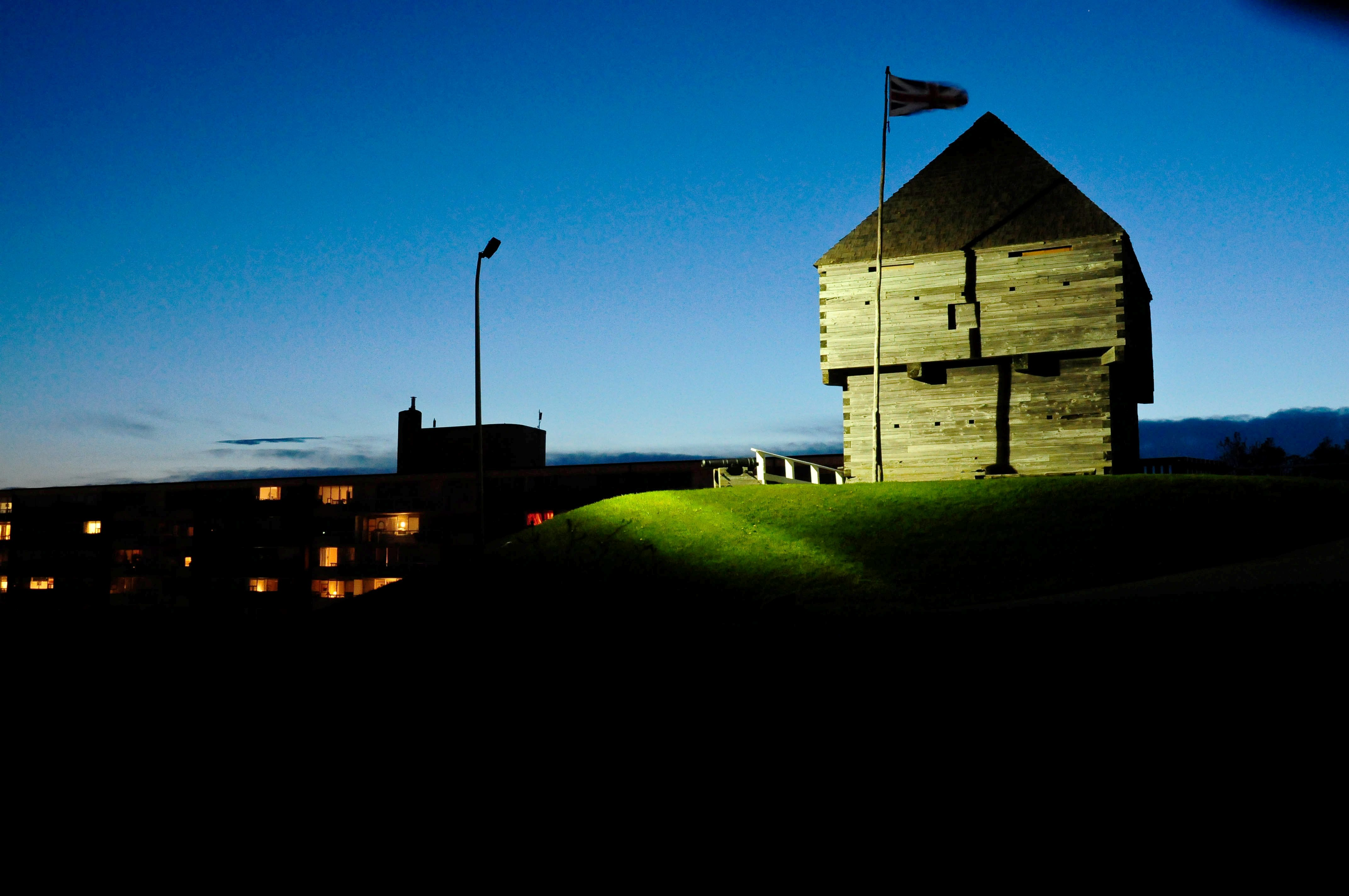
Fort Howe i Saint John, New Brunswick, utsågs år 1914 som en av de första nationella historiska platserna.

Nationella historiska platser i Kanada (engelska: National Historic Sites of Canada, franska: Lieux historiques nationaux du Canada) syftar på platser som är av nationell historisk betydelse enligt Kanadas nämnd för historiska platser och monument (HSMBC) och som har utsetts av Kanadas miljöminister. Det federala organet Parks Canada driver programmet. Det finns 987 nationella historiska platser (oktober 2018), där 172 administreras av Parks Canada och övriga administreras eller ägs av andra statliga eller privata aktörer. Platserna finns inom alla tio provinser och tre territorier i Kanada. Det finns också två platser i Frankrike, minnesmärkena Beaumont-Hamel Newfoundland och kanadensiska National Vimy Memorial.
Det finns liknande benämningar för nationella historiska händelser och nationella historiska personer. Platser, händelser och personer markeras oftast med en federal minnestavla i samma stil, men markörerna beskriver inte vilken typ av benämning som har utsetts. Rideaukanalen är en nationell historisk plats, medan Wellandkanalen är en nationell historisk händelse.